# Danny Grissett
Danny Grissett (1975) is een Amerikaanse jazzpianist, keyboardspeler en componist.

## Biografie
Grissett begon op zijn vijfde klassiek piano te spelen. Hij studeerde Music Education (B.A.) aan California State University, Dominguez Hills, daarna Jazz Performance aan California Institute of the Arts (Master, 2002).
Hij speelde in Los Angeles (onder meer met Jackie McLean en Billy Higgins, daarna verhuisde hij in 2003 naar New York, waar hij in 2004 keyboardspeler werd bij Nicholas Payton. Sinds 2005 speelt hij ook regelmatig in de band van Tom Harrell. In 2006 kwam Grissett's eerste album onder eigen naam uit, op het label Criss Cross, waarvoor hij sindsdien meer platen maakte. Promise en Encounters waren trio-albums met Vicente Archer (bas) en Kendrick Scott (drums). Op zijn derde album Form (2008) werd dit drietal uitgebreid met saxofonist Seamus Blake, trompettist Ambrose Akinmusire en trombonist Steve Davis.
Volgens een recensie in Down Beat uit 2010 is Grissett beïnvloed door Mulgrew Miller, Herbie Hancock en Sonny Clark.

## Discografie
Een asterisk (*) geeft het jaar van de release aan.

### As leader/co-leader
| Jaar opname | Titel          | Label       | Bezetting/Noten |
| ----------- | -------------- | ----------- | --- |
| 2005        | Promise        | Criss Cross | Trio, met Vicente Archer (bas), Kendrick Scott (drums)                                                                                       |
| 2007        | Encounters     | Criss Cross | Trio, met Vicente Archer (bas), Kendrick Scott (drums)                                                                                       |
| 2008        | Form           | Criss Cross | Sextet, met Seamus Blake (tenorsaxofoon), Ambrose Akinmusire (trompet), Steve Davis (trombone), Vicente Archer (bas), Kendrick Scott (drums) |
| 2011        | Stride         | Criss Cross | Trio, met Vicente Archer (bas), Marcus Gilmore (drums)                                                                                       |
| 2015        | The In-Between | Criss Cross | Kwartet, met Walter Smith III (tenorsaxofoon), Vicente Archer (bas), Bill Stewart (drums)                                                    |

### Als 'sideman'
| Jaar opname | Leider             | Titel                  | Label                         |
| ----------- | ------------------ | ---------------------- | ----------------------------- |
| 2006        | Jimmy Greene       | Gifts and Givers       | Criss Cross                   |
| 2006        | Tom Harrell        | Light On               | HighNote                      |
| 2006*       | Anne Mette Iversen | This Is My House       | Okapi                         |
| 2007        | Jeremy Pelt        | November               | Max Jazz                      |
| 2007        | Lage Lund          | Early Songs            | Criss Cross                   |
| 2007        | Kiyoshi Kitagawa   | I'm Still Here         | Atelier Sawano                |
| 2008        | Kengo Nakamura     | Generations            | 55                            |
| 2008        | Tom Harrell        | Prana Dance            | HighNote                      |
| 2008*       | Anne Mette Iversen | Best of the West       | Brooklyn Jazz Underground     |
| 2009        | Tom Harrell        | Roman Nights           | HighNote                      |
| 2009        | Jeremy Pelt        | Men of Honor           | HighNote                      |
| 2010        | Jeremy Pelt        | The Talented Mr. Pelt  | HighNote                      |
| 2010        | Tom Harrell        | The Time of the Sun    | HighNote                      |
| 2011        | Tom Harrell        | Number Five            | HighNote                      |
| 2011        | Jeremy Pelt        | Soul                   | HighNote                      |
| 2011*       | Anne Mette Iversen | Milo Songs             | Brooklyn Jazz Underground     |
| 2011*       | Ozan Musluoğlu     | 40th Day               | Equinox Music & Entertainment |
| 2012*       | Laïka Fatien       | Come a Little Closer   | Universal                     |
| 2014*       | Anne Mette Iversen | Double Life            | Brooklyn Jazz Underground     |
| 2014*       | Tom Guarna         | Rush                   | Brooklyn Jazz Underground     |
| 2015*       | Ferit Odman        | Dameronia With Strings | Equinox Music & Entertainment |